# Andrej Zazrojev
Andrej Zazrojev (Russisch: Андрей Иванович Зазроев ) (Tbilisi, 21 oktober 1925 - 16 maart 1987) was een voetballer en trainer uit de Sovjet-Unie. 

## Biografie
Zazrojev begon zijn carrière Krylja Sovetov Molotov en maakte dan de overstap naar Dinamo Tbilisi. Nadat hij vicekampioen werd met de club in 1951 ging hij naar Dinamo Kiev en werd ook daar vicekampioen mee het volgende jaar en topschutter van de competitie. In 1954 won hij met de club de beker. 
Na zijn spelerscarrière werd hij trainer. In 1969 leidde hij Spartak Ordzjonikidze naar de titel in de tweede klasse. 